# 飯田恒次郎
飯田 恒次郎（別体字：飯田 恆次郎、いいだ つねじろう、1878年〈明治11年〉1月19日 - 没年不明）は、大日本帝国陸軍軍人。最終階級は陸軍中将。

## 経歴・人物
奈良県出身。1902年（明治35年）陸軍士官学校第14期卒業。1910年（明治43年）陸軍大学校第22期卒業。
1923年（大正12年）8月に陸軍輜重兵大佐・自動車隊長、1925年（大正14年）5月に陸軍自動車学校教育部長、1926年（大正15年）3月に輜重兵第4大隊長、1929年（昭和4年）3月に陸軍少将・輜重兵監部附、同年8月に陸軍自動車学校長を経て、1933年（昭和8年）3月18日に陸軍中将に進級と同時に待命、同月30日に予備役に編入した。
1947年（昭和22年）11月28日、公職追放仮指定を受けた。

## 栄典
- 1940年（昭和15年）8月15日 - 紀元二千六百年祝典記念章[4]